# Maskrostmossa
Maskrostmossa (Marsupella condensata) är en levermossart som först beskrevs av Carl Hartman och som fick sitt nu gällande namn av Baard Kaalaas.
Maskrostmossa ingår i släktet rostmossor och familjen Gymnomitriaceae. Enligt den finländska rödlistan är arten nära hotad i Finland. Arten är reproducerande i Sverige. Artens livsmiljö är våtmarker i fjällen (myrar, stränder, snölegor).